# Atiq Rahimi
Atiq Rahimi (Kabul, 26 februari 1962) is een Frans-Afghaans romanschrijver, filmregisseur en documentairemaker. Hij bezit zowel de Franse als de Afghaanse nationaliteit. In 2008 ontving hij de Prix Goncourt voor zijn roman Syngué sabour. Pierre de patience (Steen van geduld. Sange Saboer).

## Levensloop
Atiq Rahimi groeide op in Kabul. Zijn moeder was onderwijzeres en zijn vader was provinciaal gouverneur tijdens de constitutionele monarchie van Mohammed Zahir Sjah. Bij de staatsgreep van 1973 ging zijn vader voor drie jaar de gevangenis in, daarna verlieten zijn ouders het land.
Na het voltooien van de middelbare school in Kabul, het lycée Esteqlal, onderdeel van het Centre d'Enseignement Français en Afghanistan, studeerde hij literatuur- en filmwetenschappen aan de Universiteit van Kabul.
Gedurende de eerste vijf jaren van de Afghaanse Oorlog (1979-1989) woonde hij in Afghanistan. Na de Sovjet-invasie in 1984 vluchtte hij naar Pakistan. In negen dagen liep hij naar Pakistan, waar hij asiel aanvroeg bij de Franse ambassade.
Na het verkrijgen van de vluchtelingenstatus vestigde Rahimi zich in de omgeving van Rouen waar hij werkte als documentairemaker. Tegelijkertijd studeerde hij audiovisuele communicatie aan de Universiteit van Rouen en vervolgens aan de Sorbonne-Nouvelle, waar hij werkte aan zijn proefschrift over de semiologie van de film, getiteld: Le dernier énoncé filmique.
In 1989 werd zijn broer, die met de Sovjet troepen had meegevochten tegen de Taliban en in Afghanistan was blijven wonen, vermoord. Atiq Rahimi hoorde pas een jaar later van zijn dood.
In 2000 verscheen zijn eerste roman Terre et Cendres. In 2008 ontving hij de Prix Goncourt voor zijn roman Syngué sabour. Rahimi heeft verschillende documentaires geproduceerd, evenals de speelfilms Terre et Cendres in (2004) en Syngué sabour (2012).
Alle afdelingen van het Office français de protection des réfugiés et apatrides
(het Franse Bureau voor de bescherming van vluchtelingen en staatloosheid) dragen de naam van een man of vrouw aan wie de vluchtelingenstatus is toegekend. De Aziatische afdeling van het Franse bureau draagt de naam Atiq Rahimi.
Sinds 2001, nadat de Taliban de strijd om Kabul hadden verloren, gaat Atiq vaak terug naar Afghanistan. Hij heeft in Kabul een schrijvershuis opgezet om jonge schrijvers en filmmakers ondersteuning en training te bieden.
Op 21 april 2016 ontving Rahimi een eredoctoraat van de Universiteit van Rouen (Normandië) in 2016.
In 2017 verbleef hij enkele maanden als writer in residence in Amsterdam om te werken aan een nieuwe roman die zich gedeeltelijk in Amsterdam afspeelt.
Atiq Rahimi is getrouwd met Rahima Rahimi. Zij wonen in het 8e arrondissement in Parijs.
Hij definieert zijn religieuze overtuiging in zijn boek La Balade du calame (2015) als volgt: "Ik ben boeddhist, want ik ben me bewust van mijn zwakheid, ik ben christen omdat ik mijn zwakheid beken, ik ben een jood omdat ik lachen moet om mijn zwakheid, ik ben een moslim, omdat ik mijn zwakheid veroordeel, ik ben atheïst, als God almachtig is.

## Auteurschap en cinematografie
In 2000 debuteerde Rahimi met de roman Terre et Cendres, die sindsdien in 28 talen is vertaald. Het is de vertaling van Khâkestar-o-khâk en Rahimi vertelt hierover: "Ik schreef mijn eerste roman in 1996, het jaar waarin de Taliban de macht in Kabul veroverden en mijn eerste kind geboren werd."
De roman is ook de basis voor zijn eerste speelfilm Terre et Cendres waarvoor hij samen met de Iraanse filmmaker Kambozia Partovi het scenario heeft geschreven. De film werd gepresenteerd tijdens het Filmfestival van Cannes in 2004, en won de "Prix du respect vers l’avenir".
Rahimi heeft twee documentaires gemaakt: Nous avons partagé le pain et le sel (We hebben brood en zout gedeeld) (2001) en Afghanistan, un État impossible ? (Afghanistan, een onmogelijke staat? (2002).
Zijn tweede roman Les Mille Maisons du rêve et de la terreur verscheen in 2002. Kabul, 1979: de hoofdpersoon in dit boek is de student Farhad die door de politie wordt gezocht. Hij wordt verborgen door een weduwe, die hem verzorgt en waar hij verliefd op wordt terwijl hij haar levensverhaal leert kennen.
In 2005 bracht Rahimi zijn derde roman uit, Le retour imaginaire.
In 2008 verscheen Syngué Sabour. Steen van geduld. In een gesloten huis ligt een Afghaanse soldaat in coma. Rond het huis wordt gevochten, gemarteld, gedood. Zijn vrouw verzorgt hem en praat tegen hem. Een gesprek van één kant, waarin zij vertelt over de pijn van de vernedering en de mishandeling die zij zo lang heeft moeten verduren.
In tegenstelling tot zijn eerste drie romans die in de Dari geschreven zijn, heeft Rahimi Syngué sabour direct geschreven in het Frans. Rahimi zei hierover: "Ik had behoefte aan een andere dan mijn eigen taal om te praten over taboes". Rahimi ontving voor deze roman de Prix Goncourt 2008. De roman is vertaald in 37 talen.
In 2011 paste hij Syngué sabour aan, samen met de Franse schrijver en scenarioschrijver Jean-Claude Carrière. Het is zijn tweede speelfilm, uitgebracht op 20 februari 2013.
Maudit soit Dostoïevski (Die vervloekte Dostojevski) verscheen in 2011. De Afghaan Rassoel heeft in Kabul een vrouw gedood met een bijl. Hij worstelt met zijn geweten. Mag je het recht in eigen hand nemen als er een burgeroorlog woedt?
In 2015 publiceerde Rahimi een filosofisch en poëtisch eerbetoon aan de oosterse kalligrafie: La Balade du calame.

## Werken

### Romans
- 2000 Terre et Cendres (vertaald uit het Dari). Nederlandse vertaling (gebaseerd op de Franse editie): Aarde en as. Vertaald door Théo Buckinx. Uitgeverij De Geus, 2002
- 2002 Les Mille Maisons du rêve et de la terreur. Nederlandse vertaling: Labyrinth van angst en droom. Vertaald door Théo Buckinx. Uitgeverij De Geus, 2003
- 2005 Le Retour imaginaire
- 2008 Syngué sabour. Pierre de patience. Nederlandse vertaling: Steen van geduld. Sange saboer. Vertaald door Kiki Coumans. Uitgeverij De Geus, 2009
- 2011 Maudit soit Dostoïevski. Nederlandse vertaling: Die vervloekte Dostojevski. Vertaald door Kiki Coumans. Uitgeverij De Geus, 2012
- 2015 La Ballade du calame. Portrait intime.

### Films
- 2001 'Nous avons partagé le pain et le sel (documentaire)
- 2002 Afghanistan, un État impossible ? (documentaire)
- 2004 Khâkestar-o-khâk. Terre et Cendres (speelfilm)
- 2012 Syngué sabour. Pierre de patience (speelfilm)

### Overige werken
- 2011 Voor de Franse nationale radiozender France Culture produceert Rahimi 5 afleveringen getiteld: Les Grandes Traversées consacrées à l’Afghanistan[10]
- 2010 Les âmes rebelles. Foto's Reza (fotoboek)
- 2015 Radio Kabul. Foto's Jean Charles Blanc (fotoboek)
- 2015 Compte comme moi. Illustraties Olivier Charpentier (kinderboek)